# Dania Ramirez
Dania Jissel Ramirez (São Domingos, 8 de novembro de 1979) é uma atriz de cinema e televisão na República Dominicana.

## Biografia
Dania Ramirez nasceu em São Domingos, República Dominicana. Desde pequena, Dania sabia que queria ser atriz. Ela foi descoberta por uma agência de modelos, quando trabalhava em uma loja de conveniência em Nova York. Quando tinha 15 anos foi garota propaganda de uma marca de refrigerante. Anos mais tarde, ela decidiu prosseguir estudando em uma oficina de atuação em Nova York.
Ela se formou pela Montclair State University em 2001. Ela então se mudou para Los Angeles para prosseguir a sua carreira de atriz .
Ela foi um extra no filme Subway Stories (1997) exibido pela HBO, onde ela conheceu o diretor Spike Lee, que mais tarde seria seu diretor no filme She Hate Me (2004). Também participou de X-Men: The Last Stand como Calixto.

## Carreira

### Videoclipes
Dania Ramirez já participou de vários videoclipes, incluindo o clipe de Jay-Z chamado Streets is Watching (1998), um do cantor De La Soul na canção "All Good?" feat. Chaka Khan (2000), na canção de LL Cool J nomeada "Hush" (2005; dirigido por seu noivo, Jessy Terrero). Na canção de Carlos Santana "Into the Night" (2007), bem como "Cry Baby Cry" (colaboração de Santana e Sean Paul). Ramirez também apareceu em um videoclipe de Wisin & Yandel, "Dime Que Te Paso", no qual ela interpretou a personagem principal, a esposa e mãe de um militar na guerra no Iraque que descobre que seu marido morreu na guerra. Ela também foi destaque no grupo de hip-hop, Sporty Thievz no clipe "Cheapskate" por volta de 1998.

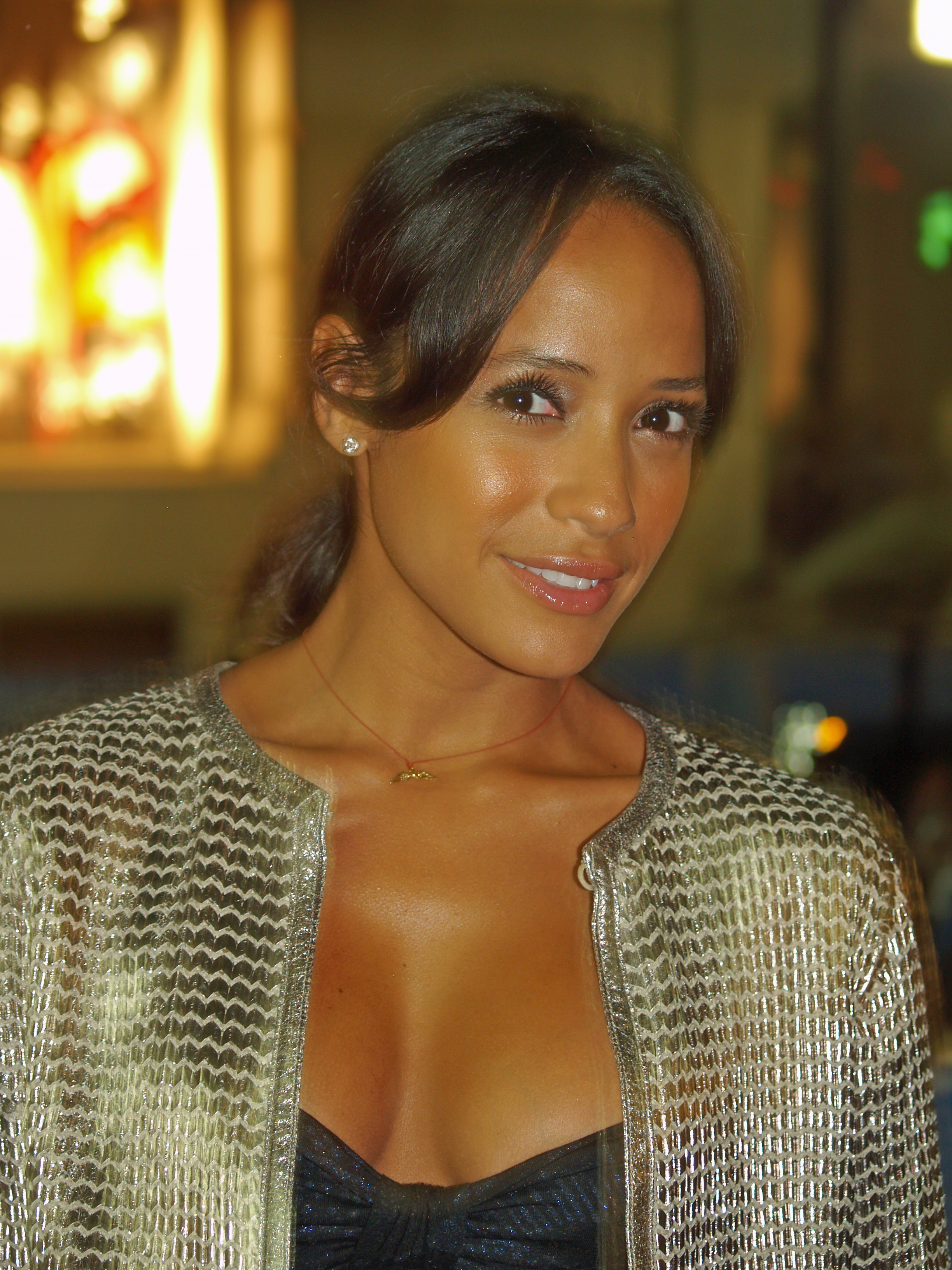
Dania Ramirez na coleção primavera 2009 da Mercedes-Benz Fashion Week.

### Filmes
Dania Ramirez apareceu como um extra no filme da HBO, Subway Stories (1997), onde conheceu o cineasta Spike Lee, que mais tarde chamou-a para seu filme, She Hate Me (2004). Ela interpretou a irmã mais velha de Doris "Laurie" no filme Grande Albert (2004). Ela era Callisto, X-Men: The Last Stand, nos quadrinhos livro de filmes X-Men: The Last Stand (2006). Ela passou a estrelar The 5th Commandment, em 2008, um filme escrito e estrelado por Rick Yune. Em 2012, Ramirez apareceu em dois filmes, interpretando Selena em American Reunion, e uma mensageira de bicicleta em Premium Rush. 

### Televisão
Dania Ramirez apareceu como a personagem secundária, Caridad, nos episódios finais da série de televisão Buffy the Vampire Slayer, e como Blanca Selgado, um papel recorrente durante a sexta temporada de The Sopranos. Ramirez interpretou a personagem de Maya na série de TV Heroes. Ela foi uma juiz convidada em um episódio de America's Next Top Model. Ela também estrelou como Alex, uma funcionária de Turtle e que acaba começando um relacionamento com Turtle na sétima temporada na série de televisão, Entourage. Ramirez está atualmente fazendo parte do elenco principal de Devious Maids interpretado Rosie Falta, exibida na Lifetime.

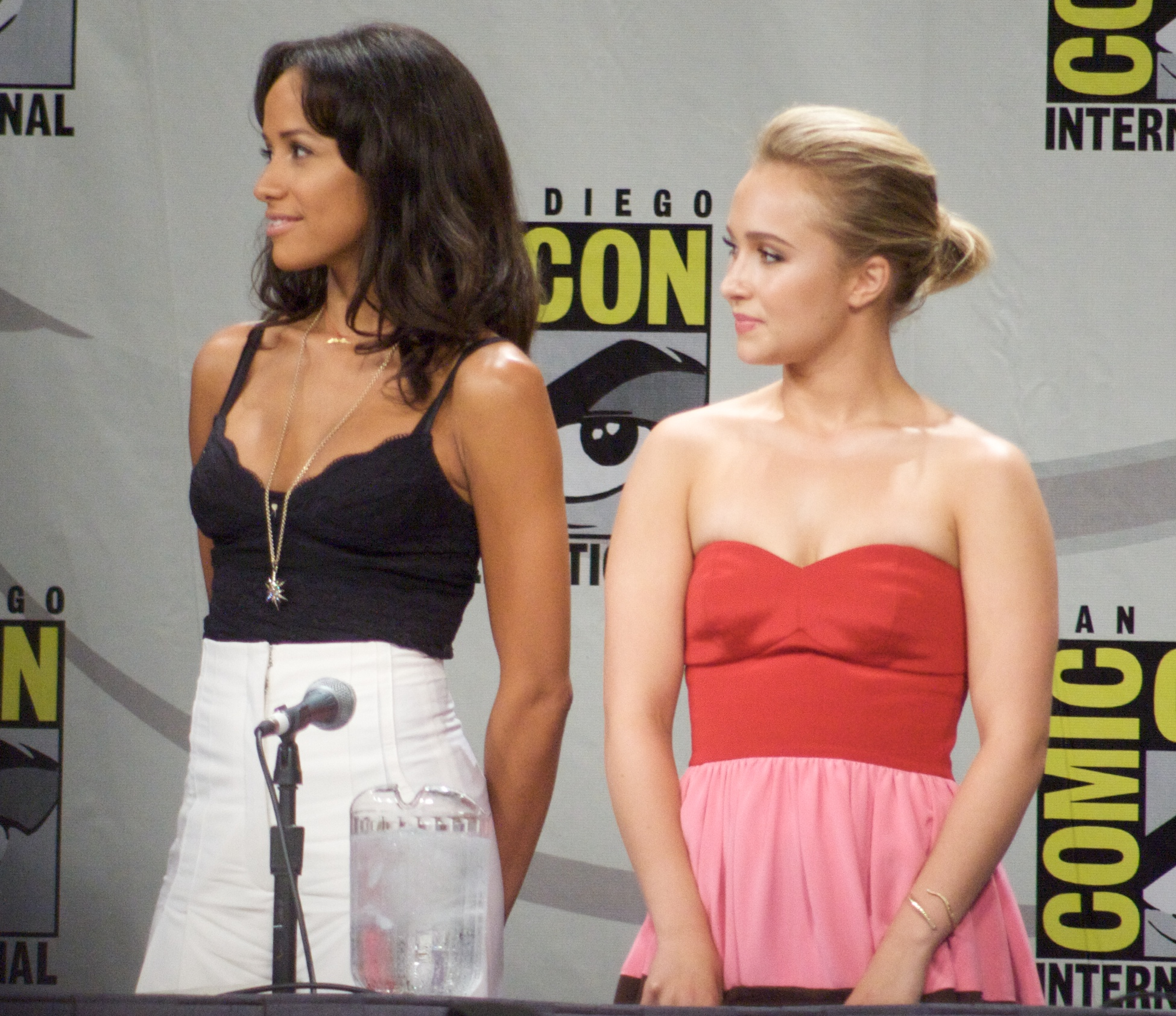
Ramirez e a coestrela de Heroes, Hayden Panettiere.

### Participação emHeroes
Atualmente, Dania faz parte da segunda temporada de Heroes como Maya, que tem o poder de matar as pessoas à sua volta. Os seus olhos ficam pretos e derramam um líquido preto, que faz com que as outras pessoas também o derramem e morrem. Ela viaja do México com o irmão Alejandro, onde são acusados de homicídio, para os EUA, para o doutor Mohinder Suresh lhe arranjar uma cura. No caminho, encontram Sylar, que mata Alejandro, passado alguns dias em viagem, e que também tencionava matar Maya e tirar-lhe o seu poder.

## Filmografia
| Ano  | Título                  | Personagem                | Nota      |
| ---- | ----------------------- | ------------------------- | --------- |
| 1997 | Subway Series           | Papel desconhecido        | Extra     |
| 2002 | 25th Hour               | Daphne                    |           |
| 2004 | Little Black Boot       | Laurie Rodriguez          | Curta     |
| 2004 | The Ecology of Love     | Alila                     |           |
| 2004 | Cross Bronx             | Mia                       |           |
| 2004 | She Hate Me             | Alex Guerrero             |           |
| 2004 | Fat Albert              | Lauri                     |           |
| 2006 | X-Men: The Last Stand   | Callisto                  |           |
| 2007 | Illegal Tender          | Ana                       |           |
| 2008 | Ball Don't Lie          | Carmen                    |           |
| 2008 | The Fifth Commandment   | Angel                     |           |
| 2008 | Quarantine              | Sadie                     |           |
| 2010 | Brooklyn to Manhattan   | Jessica                   |           |
| 2012 | American Reunion        | Selena                    |           |
| 2012 | Premium Rush            | Vanessa                   |           |
| 2015 | Mojave                  | Detective Beaumont        | Produtora |
| 2019 | Jumanji: The Next Level | Ex-namorada de Bravestone |           |

| Ano       | Titulo                             | Personagem          | Notas                                      |
| --------- | ---------------------------------- | ------------------- | ------------------------------------------ |
| 2003      | Buffy the Vampire Slayer           | Caridad             | 3 episódios                                |
| 2003      | Run of the House                   | Lucy                | 1 episódio                                 |
| 2004      | 10-8: Officers on Duty             | Inez                | 1 episódio                                 |
| 2005      | Dr. Phil                           | Ela mesma/Convidada | 1 episódio                                 |
| 2005      | Romy and Michele: In the Beginning | Elena               | Filme para Televisão                       |
| 2006–07   | The Sopranos                       | Blanca Selgado      | 5 episódios                                |
| 2007      | Fort Pit                           | Angela Hardwick     | Filme para Televisão                       |
| 2007–08   | Heroes                             | Maya Herrera        | Elenco regular; 15 episódios               |
| 2009      | Solving Charlie                    | Veronica King       | Filme para Televisão                       |
| 2010      | Entourage                          | Alex                | 7ª temporada, episódios 1–10: 10 episódios |
| 2013–16   | Devious Maids                      | Rosie Falta         | Personagem principal                       |
| 2017-18   | Once Upon a Time                   | Cinderela/Jacinda   | Personagem principal                       |
| 2018      | CWX9                               | Ilena Rosenthal     | Elenco convidado                           |
| 2018–2019 | Tell Me a Story                    | Hannah              | Personagem principal                       |
| 2021      | Sweet Tooth                        | Aimee Eden          | Elenco regular                             |

## Prêmios e indições
| Ano  | Prêmio        | Categoria                                                   | Título        | Resultado |
| ---- | ------------- | ----------------------------------------------------------- | ------------- | --------- |
| 2008 | ALMA Awards   | Outstanding Supporting Actress in a Drama Television Series | Heroes        | Indicado  |
| 2014 | Imagen Awards | Best Actress - Television                                   | Devious Maids | Indicado  |